# 张俊玲
张俊玲（1964年—），河北玉田人，汉族，中华人民共和国政治人物、第十一届全国人民代表大会河北地区代表。
毕业于中央党校函授学院经济管理。加入民革，是唐山市评剧团国家一级演员、中国戏剧梅花奖获得者，唐山市评剧洪派艺术学会会长。2008年起担任全国人大代表。